# Jądro ślimakowe przednie

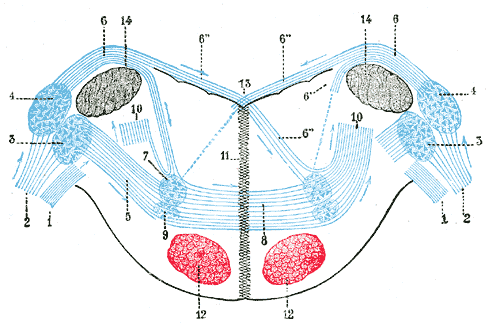
Schemat przekroju czołowego przez pień mózgu, jądro ślimakowe przednie zaznaczone numerem 3

Jądro ślimakowe przednie (łac. nucleus cochlearis anterior), jądro ślimakowe brzuszne (nucleus cochlearis ventralis) – w anatomii człowieka jedno z jąder części ślimakowej nerwu przedsionkowo-ślimakowego (VIII nerwu czaszkowego). Znajduje się na pograniczu rdzenia przedłużonego i mostu, do przodu i do boku od konaru dolnego móżdżku.